# 세븐 데이스 인 메이
세븐 데이스 인 메이(Seven Days In May)는 미국에서 제작된 존 프랑켄하이머 감독의 1964년 스릴러, 드라마 영화이다. 버트 랭카스터 등이 주연으로 출연하였고 에드워드 루이스 등이 제작에 참여하였다.

## 출연

### 주연
- 버트 랭카스터
- 커크 더글라스

### 조연
- 프레드릭 마치
- 에바 가드너
- 에드먼드 오브라이언
- 마틴 발삼
- 앤드류 더건
- 휴 말로우
- 윗 비셀
- 헬렌 클리브
- 조지 매크리디
- 리차드 앤더슨
- 바트 번즈

## 제작진
- 원작자: 플레쳐 크네벨
- 원작자: 찰스 W. 베일리 2세
- 공동제작: 존 프랑켄하이머
- 미술: 캐리 오델
- 의상: 안젤라 알렉산더
- 의상: 웨슬리 제프리즈

## 같이 보기
- 닥터 스트레인지러브